# Гак, Владимир Григорьевич
Влади́мир Григо́рьевич Гак (13 июня 1924, Бежица, Брянская губерния — 24 июня 2004, Москва) — советский и российский лингвист, доктор филологических наук (1968), профессор МПГУ, заслуженный деятель науки Российской Федерации (1997).

## Биография
Сын философа Григория Моисеевича Гака (1893—1971) и педагога Эсфири Ефимовны Гак (1891—1985). Во время Великой Отечественной войны находился с матерью в эвакуации в Казани, где был призван в военно-морской флот, окончил Интендантское училище ВМФ в Выборге, лейтенант интендантской службы. В 1949 году окончил Московский военный институт иностранных языков и исторический факультет МГУ им. М. В. Ломоносова (заочно).
Работал на кафедре романских языков филологического факультета МГПИ им. Ленина. В МГПИ (позже — МПГУ) стал профессором и заведующим кафедрой грамматики французского языка. В 1966 году стал членом Парижского лингвистического общества.
Последним местом работы была кафедра французского языка факультета иностранных языков и регионоведения МГУ, где Владимир Григорьевич преподавал теоретические курсы по сопоставительному языкознанию. Заслуженный деятель науки Российской Федерации (Указ Президента РФ от 28.02.1997).
Скончался в Москве вскоре после празднования своего 80-летнего юбилея. Урна с прахом захоронена в колумбарии Новодевичьего кладбища.

## Научная деятельность
Внёс вклад в разработку общих проблем лингвистики: отношения языка к действительности, асимметрии в языке, проблемы высказывания, знакового характера языка, семантического синтаксиса и др.
Автор теоретических работ по грамматике, лексикологии, семантике, орфографии и лексикографии французского языка. Широко известен его учебник «Теория и практика перевода (французский язык)», под редакцией Гака вышел целый ряд других учебников и пособий, а также словарей французского языка.
Лингвистическая концепция В. Г. Гака, с одной стороны, строится на прочной логико-философской основе (отсюда — логическая стройность и философская глубина всех его работ); с другой стороны, она во всех своих деталях прочно опирается на практику перевода и преподавания языка, в первую очередь на собственную практику автора (отсюда — необычайная зоркость к деталям).
Создавая практическое пособие по французской орфографии для русских учащихся, он разработал первую теорию, воплощающую системный синхронный подход к французской орфографии. Это вызвало живой интерес у читателей, и книга была переведена на французский и оказалась первой советской книгой о французском языке, переведённой и изданной во Франции.
Написанная в жанре вузовского учебника фундаментальная теоретическая грамматика французского языка фактически оказалась первым опытом изложения всех проблем описательной грамматики одного языка с точки зрения единого продуманного теоретического подхода, который сам автор охарактеризовал как «функциональный подход». В. Г. Гак в своей работе продемонстрировал органическое сочетание традиционности формы (композиции) грамматики с новизной её содержания.

## Основные работы
Автор около 350 научных публикаций, в том числе 20 книг и словарей.
- Французская орфография (1956);
- «Французско-русский фразеологический словарь» (1963);
- Беседы о французском слове (М., 1966, 2-е изд. 2004);
- Русский язык в сопоставлении с французским (М., 1975, 2-е изд. 1988)
- «Сопоставительная лексикология: на материале французского и русского языков» (М., 1977; 2-е изд. 2010)
- «Сравнительная типология французского и русского языков» (Л., 1977; 2-е изд. М., 1984; 3-е изд. М., 1989);
- «Теоретическая грамматика французского языка» (тт. 1-2, М., 1979—1981; 2-е изд. 2004);
- «Введение во французскую филологию» (М., 1986);
- «Универсальный французско-русский и русско-французский словарь для школьников» (соавт., 1992);
- Гак В. Г., Григорьев Б. Б. Теория и практика перевода: Французский язык (1997, 6-е изд. 2005)
- «Языковые преобразования» (М., 1998)
- Гак В. Г., Мурадова Л. А. Новый большой французско-русский фразеологический словарь